# Pioneer Cabin Tree
Koordináták: é. sz. 38° 16′ 49″, ny. h. 120° 18′ 11″38.280167°N 120.303139°W

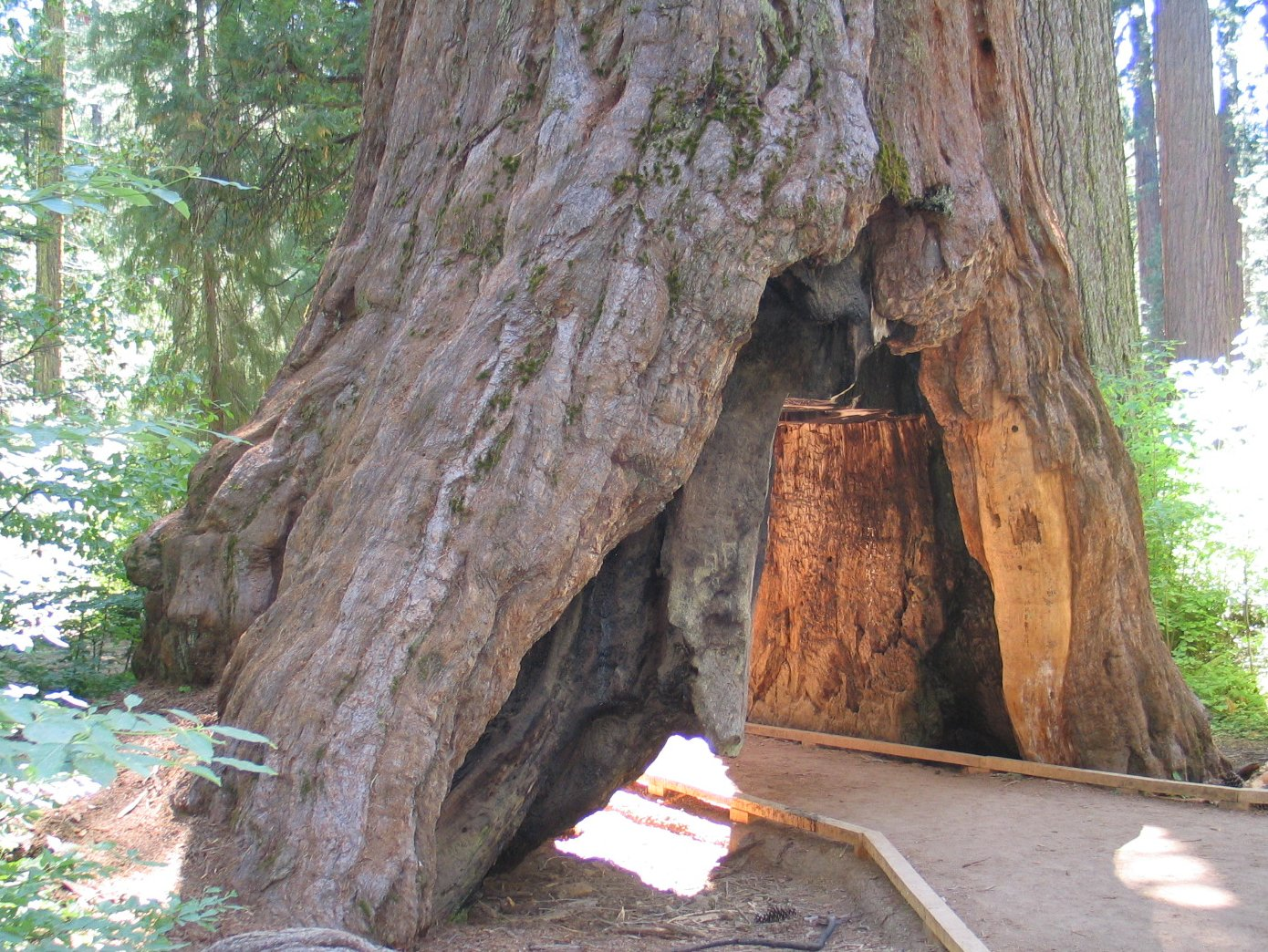
A Pioneer Cabin Tree

A Pioneer Cabin Tree egy több mint 1000 éves mamutfenyő volt a Calaveras Big Trees State Park területén, Kalifornia államban, az Amerikai Egyesült Államokban. Egyike volt az Egyesült Államok leghíresebb fáinak. Évente több ezer látogató kereste fel a fát és környékét. Törzse 10 méter átmérőjű volt, ugyanakkor a fa pontos életkora ismeretlen. A matuzsálemi korú fát 2017. január 8-án döntötte ki egy vihar.

## Története
A Pioneer Cabin Tree nevét a törzsébe vágott átjárható üregről kapta, melyet részben egy erdőtűz égetett a törzsbe. Hátsó nyílása eredetileg csak egy sokkal kisebb rés volt. Az 1880-as években James Sperry, a Murphys Hotel alapítója egy átjárót vágatott egy helyi földtulajdonos által, hogy az ide látogató kirándulók keresztül tudjanak menni a fa törzsén. A fára azért esett a választás, mert a korábbi erdőtűz miatt elég nagy sérülés volt a fa törzsén.
A Yosemite Nemzeti Parkban található Wawona Tree mintájára készült el az átjáró a fatörzsben, hogy ezzel a látványossággal is idecsábítsák a turistákat. A látogatókat arra biztatták, hogy véssék bele a nevüket a fa törzsébe, de ezt a gyakorlatot az 1930-as években abbahagyták.
Eleinte csak gyalogosan lehetett átkelni a fa törzsén, de később sok éven keresztül engedélyezett volt az autóval való áthajtás a "Big Trees Trail" útvonal részeként. Ez a fa csak egyike volt azon fáknak Kaliforniában, amelyek törzsén autóval keresztül lehetett hajtani.
A későbbiek során azonban az autós forgalmat leállították és ettől kezdve ismét csak gyalogosan lehetett keresztülmenni a fatörzsön a North Grove Loop túraútvonal egyik állomásaként.
A Pioneer Cabin Tree az elmúlt évtizedek leghevesebb vihara során dőlt ki 2017. január 8-án. A fa halálát a vihar mellett a törzsön ejtett hatalmas seb és az emiatt kiesett tápanyagfelszívó képesség okozta, aminek következtében az utóbbi években már csak egyetlen élő ága volt e faóriásnak. A fa törzse szerkezetileg is egyre inkább meggyengült az évek alatt. A kidőlés során a fatörzs széthasadt.

## Fordítás
Ez a szócikk részben vagy egészben  a   Pioneer Cabin Tree című angol Wikipédia-szócikk ezen változatának fordításán alapul.  Az eredeti cikk szerkesztőit annak laptörténete sorolja fel. Ez a jelzés csupán a megfogalmazás eredetét és a szerzői jogokat jelzi, nem szolgál a cikkben szereplő információk forrásmegjelöléseként.